# Herentmolen
De Herentmolen is een stenen windmolen gelegen in de wijk Marialoop te Meulebeke. De torenkotmolen is de enige in Vlaanderen die nog met een vliegende gaanderij is uitgerust. De molen is sinds 1946 een beschermd monument.
In het verleden stond de molen bekend onder andere namen als Hernemuelene, Heerenmeulen, Loncke's molen, Aardemolen en Allaerts' molen.

## Geschiedenis
De eerste vermelding van de Herentmolen (Hernemuelene) stamt uit 1575 wanneer François vander Muelene een octrooi aanvraagt om een rosmolen op te richten om allerlei soorten graan te malen. De naam verwijst naar de oude naam voor haagbeuk. De oude molen was een standerdmolen.
Bij onlusten op het eind van de 16e eeuw worden twee van de vier windmolens vernietigd en raakt de Herentmolen beschadigd. In de Eerste Wereldoorlog wordt de molen volledig vernield, de heropbouw gebeurde tussen 1920 en 1922.
In 1927 komt de molen in het bezit van de familie Allaert, de huidige eigenaars, die in het torenkot een café uitbaat.
In 1953 breekt de standaard van de molen en in 1956 wordt de molen volledig afgebroken en na een versterking van het torenkot wordt de molen heropgebouwd met onderdelen van verschillende andere molens, zoals de stenen Delmerensmolen uit Aarsele. In 1972 werd de molen zelf ingericht als bezoekerscentrum.
De laatste restauratie werd met financiële steun van de overheid uitgevoerd in 2005. Hoewel de molen nog maalwaardig is wordt hij momenteel niet meer gebruikt.

## Trivia
In 1979-1983 wordt naast de molen een miniatuur staakmolen gebouwd die gekend staat als de Kleine Herentmolen en een kopie is van de Poelbergmolen in Tielt die vanaf die plek in de verte zichtbaar is.

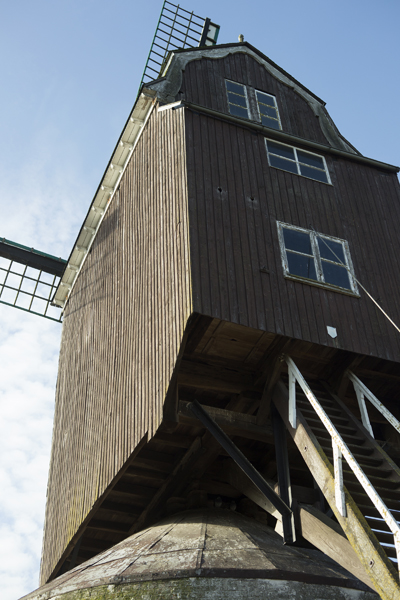
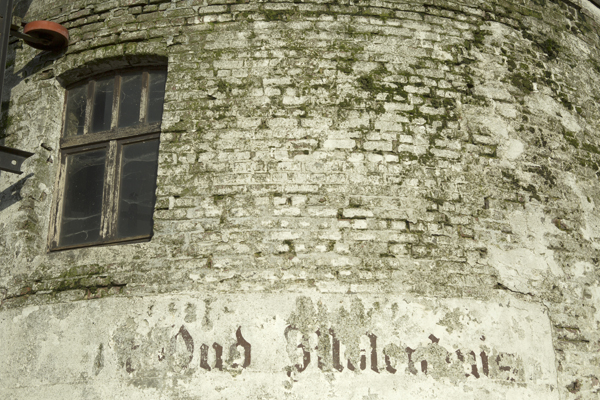
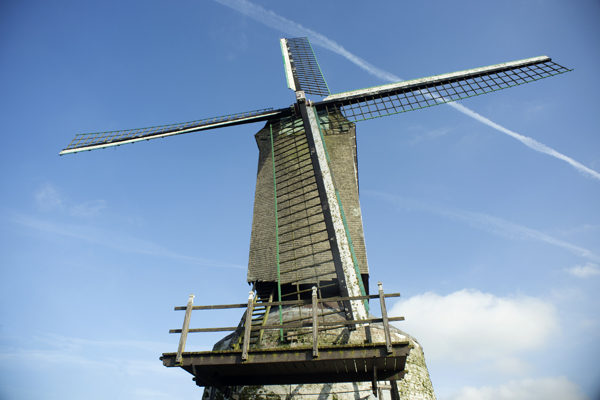
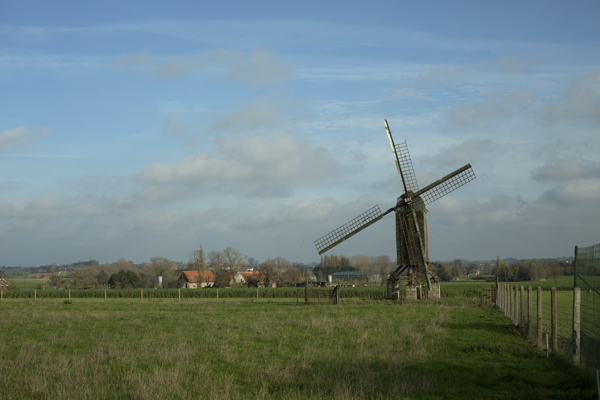
Kleine Herentmolen